# Anna Bokszczanin
Anna Teresa Bokszczanin, z domu Hajczuk (ur. 1959 r. w Kędzierzynie-Koźlu) – polski psycholog, specjalizująca się w psychologii społecznej i rozwojowej, nauczyciel akademicki związana z Uniwersytetem Opolskim.

## Życiorys
Urodziła się w 1959 roku w Kędzierzynie-Koźlu, gdzie spędziła dzieciństwo i wczesną młodość. W latach 1966–1974 uczęszczała do tamtejszej Publicznej Szkoły Podstawowej nr 6, a następnie do klasy o profilu matematyczno-fizycznym w II Liceum Ogólnokształcącym im. Mikołaja Kopernika, które ukończyła w 1978 roku pomyślnie zdając egzamin maturalny. Studiowała psychologię na Uniwersytecie Wrocławskim., zdobywając w tytuł magistra. Na tej samej uczelni uzyskała w 1997 roku stopień naukowy doktora nauk humanistycznych w zakresie psychologii na podstawie pracy pt. Społeczna percepcja osób zaangażowanych w decyzji o aborcji, napisanej pod kierunkiem prof. Wiesława Łukaszewskiego. 
W tym samym roku została zatrudniona jako adiunkt w Instytucie Psychologii Uniwersytetu Opolskiego. Od 2004 roku wchodzi w skład Komitetu Założycielskiego Europejskiego Stowarzyszenia Psychologii Społeczności (European Community Psychology Association - ECPA). W latach 2002–2003 oraz 2005–2008 była wicedyrektorem do spraw naukowych Instytutu Psychologii UO. Od 2008 roku pełni funkcję prodziekana ds. badań naukowych i współpracy z zagranicą Wydziału Historyczno-Pedagogicznego UO.

## Publikacje
Anna Bokszaczanin ma na swoim koncie wiele publikacji naukowych, w tym artykułów, recenzji i dwie monografie. Do najważniejszych jej publikacji należą:
- How to study at the foreign languages teacher training college. A practical guide for students and teachers, wyd. NKJO, Opole 2006.
- Social change in solidarity : community psychology perspectives and approaches, wyd. UO, Opole 2007.